# Ed Warby
Edward R. Warby (ur. 7 marca 1968 w Rotterdamie) – perkusista znany z grania w grupie Gorefest i w projekcie Ayreon. W 1982 dołączył do zespołu Agressor, a następnie grał w grupie Elegy od 1987 roku. W 1992 zastąpił poprzedniego perkusistę zespołu Gorefest. Dołączając się do zespołu musiał przygotować się do sesji nagraniowej albumu False. Przerobienie całości materiału zajęło mu dwa tygodnie, dlatego producent muzyczny Colin Richardson nazwał go Szybki Eddy. Po rozpadzie Gorefest w 1998, wziął udział w reaktywacji zespołu w 2004 roku.
W 1998, Arjen Anthony Lucassen zaproponował Edowi grę na albumie Into the Electric Castle, ponieważ był pod wrażeniem jego dokonań i umiejętności technicznych prezentowanych z Gorefest. Od tego czasu Ed grał na wszystkich albumach Ayreon i Star One z wyjątkiem Universal Migrator Part 1: The Dream Sequencer. Brał również udział w ponownym nagrywaniu Actual Fantasy (oryginalnie na albumie znalazł się automat perkusyjny).

## Dyskografia
| Elegy - Labyrinth of Dreams (1992) Gorefest - False (1993) - The Eindhoven Insanity (1993) - Erase (1994) - Fear (1994) - Soul Survivor (1996) - Chapter 13 (1998) - La Muerte (2005) - Rise To Ruin (2007) |  | Ayreon - Into the Electric Castle (1998) - Flight of the Migrator (2000) - The Human Equation (2004) - Actual Fantasy (ponowne nagranie) (2005) - 01011001 (2008) Lana Lane - Secrets of Astrology (2000) Występy gościnne - Z Love Like Blood - Snakekiller (1998) - Krezip - Days Like This (2002) |